# Exochus mesorufus
Exochus mesorufus là một loài tò vò trong họ Ichneumonidae.